# Jardim Nilson
O Jardim Nilson Foi um bairro da zona oeste da cidade de São Paulo, Brasil. Forma parte do distrito da cidade conhecido como Vila Sônia. Administrada pela Subprefeitura do Butantã. .
A área ficava ao lado das Avenidas Eliseu de Almeida, Avenida Pirajussara e Avenida Francisco Morato e próximo da Chácara do Jockey.. Em 2008 os logradouros do bairro foi incorporado ao bairro Ferreira, assim o bairro deixou de existir formalmente. 